# Cornelia de sumptibus funerum
Cornelia de sumptibus funerum va ser una llei romana, atribuïda suposadament al dictador Luci Corneli Sul·la que la devia dictar cap a l'any 80 aC, que, segons el seu títol, regulava les despeses en els funerals, que havien tendit a convertir-se en espectacles de gran luxe.